# Linda Evangelista
Linda Evangelista (St. Catharines, Ontario, 10 de mayo de 1965) es una supermodelo canadiense.
Linda planeaba ser modelo desde que tenía 12 años de edad. Fue descubierta por un agente de modelos en el concurso de belleza juvenil Miss Niágara de 1978. Se mudó a Nueva York, donde fue contratada por la agencia de modelos Elite. Después se mudó a París a continuar su profesión. También apareció en videos musicales con George Michael.
Linda Evangelista es reconocida, junto con las modelos Christy Turlington, Claudia Schiffer, Cindy Crawford, Shalom Harlow y Naomi Campbell, como una de las pocas supermodelos que cambiaron el rostro de la moda a finales de los años 1980 y principios de los años 1990.
Cuando no está desfilando en la pasarela, se dedica a concienciar a las mujeres sobre el cáncer de mama. En 1996 ganó el premio de modas VH1 por los Logros de su vida profesional. Evangelista tiene una estrella en el Paseo de la Fama de Toronto.
A los 45 años se convirtió en la vocera oficial de la marca cosmética Loreal. En 2021 publicó en su cuenta de Instagram que una operación de estética la ha dejado "permanentemente deformada".[cita requerida]

## Vida personal
Evangelista estuvo casada con el director ejecutivo de Elite, Gerald Marie desde 1987 hasta 1993. También tuvo una relación con el actor Kyle MacLachlan (1992-1998), con el jugador de fútbol francés Fabien Barthez (1998-2000) y con el magnate de petróleo italiano Ugo Brachetti Peretti (2003-2004). En 2005 contrajo de nuevo matrimonio, esta vez con el piloto de Fórmula 1 Paolo Barilla. Desde siempre Linda ha expresado su deseo de ser madre. En 1999 sufrió un aborto involuntario después de seis meses de embarazo, cuando ella tenía 34 años, fruto de su relación con Barthez.
De la relación con el millonario francés François-Henri Pinault, el 11 de octubre de 2006, a los 41 años dio a luz a su hijo, Augustin James. Mientras estaba embarazada, apareció en la portada de la revista Vogue. Fue la primera mujer no cantante ni actriz que apareció en dicha revista más de una vez en un mismo año. Por el caso de legitimidad y paternidad, Linda ganó el caso en corte obteniendo una mensualidad para su hijo de $46.000 al mes para manutención y gastos de niñera, hasta la edad de madurez.